# Site Rigel

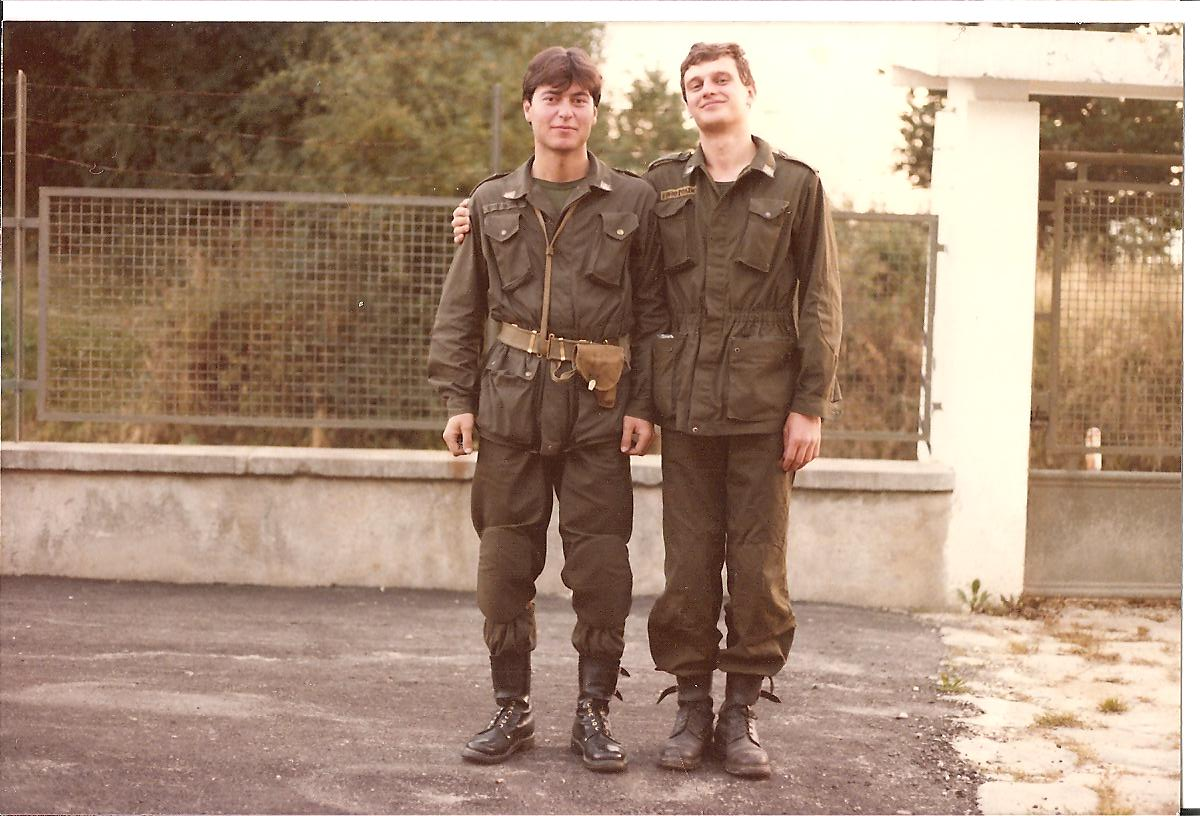
Un ufficiale e un soldato del Corpo di Guardia Principale del sito Rigel

Site Rigel è stato il nome di un'installazione militare statunitense-italiana situata nel territorio comunale di Naz-Sciaves nei pressi della città di Bressanone, in Alto Adige.
Il sito fu utilizzato dal 1967 circa fino al luglio 1983 come deposito di "munizioni speciali" (sinonimo per munizioni nucleari) dell'Esercito statunitense destinate in caso di conflitto con il Patto di Varsavia all'impiego da parte di reparti di artiglieria italiani, stanziati a Elvas presso la caserma Giovanni Ruazzi e appartenenti alla 3ª Brigata missili "Aquileia", contro un'invasione nemica attraverso il passo del Brennero o la Val Pusteria tramite il varco di Prato alla Drava-Versciaco.
A questo sito fu dato il nome in codice "Rigel".

## Storia

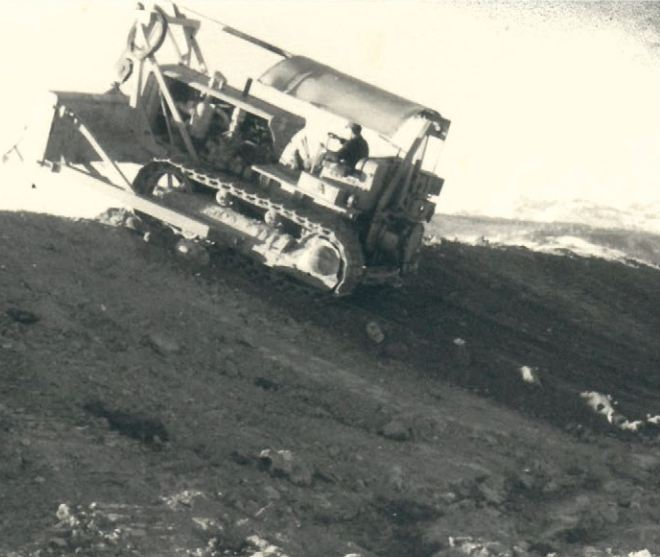
Mobilitazione della terra per spianare il terreno

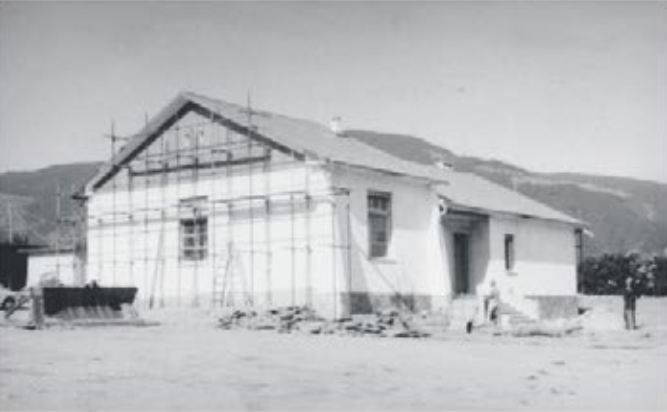
Costruzione di un edificio

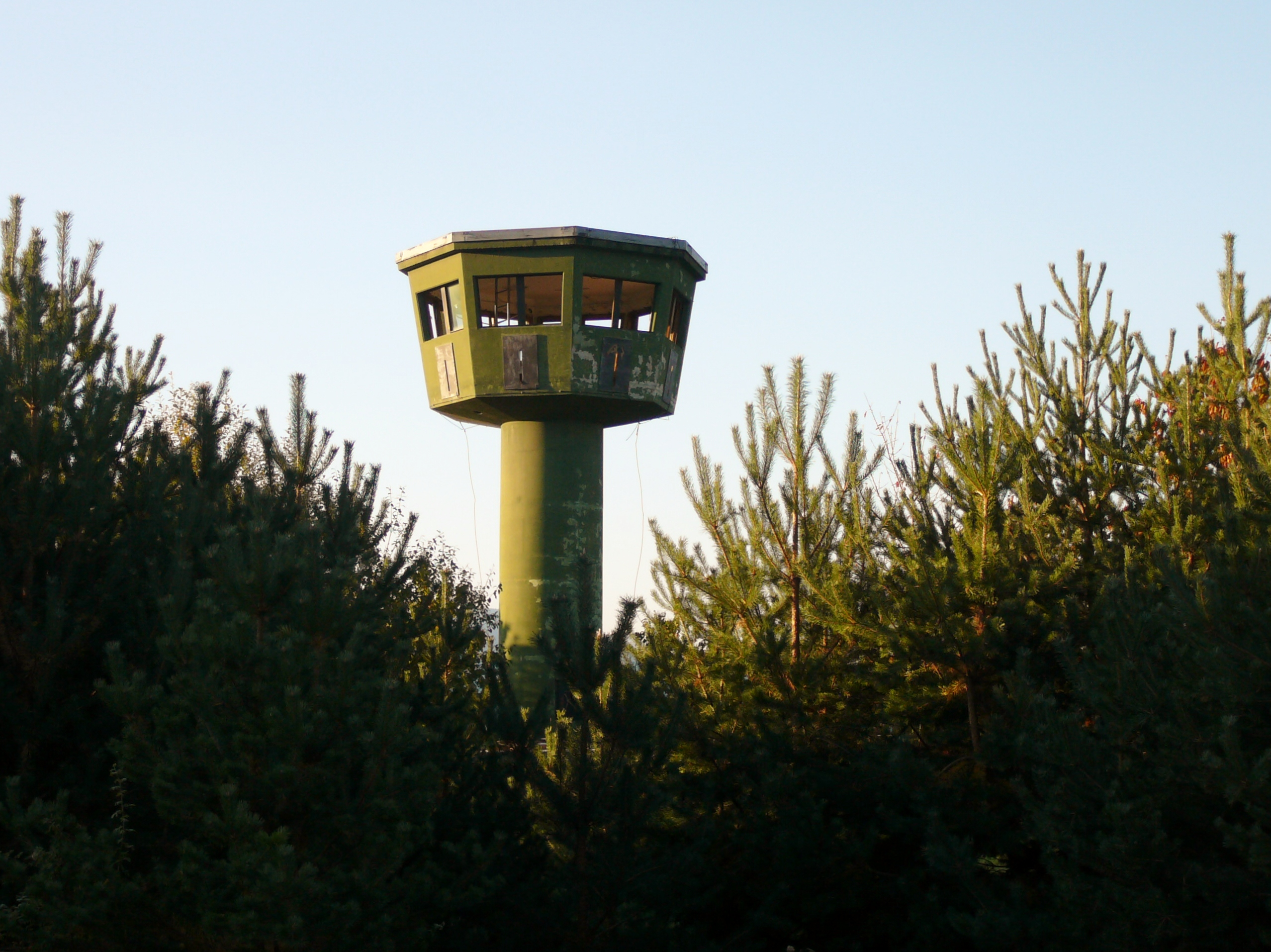
Torretta ovest

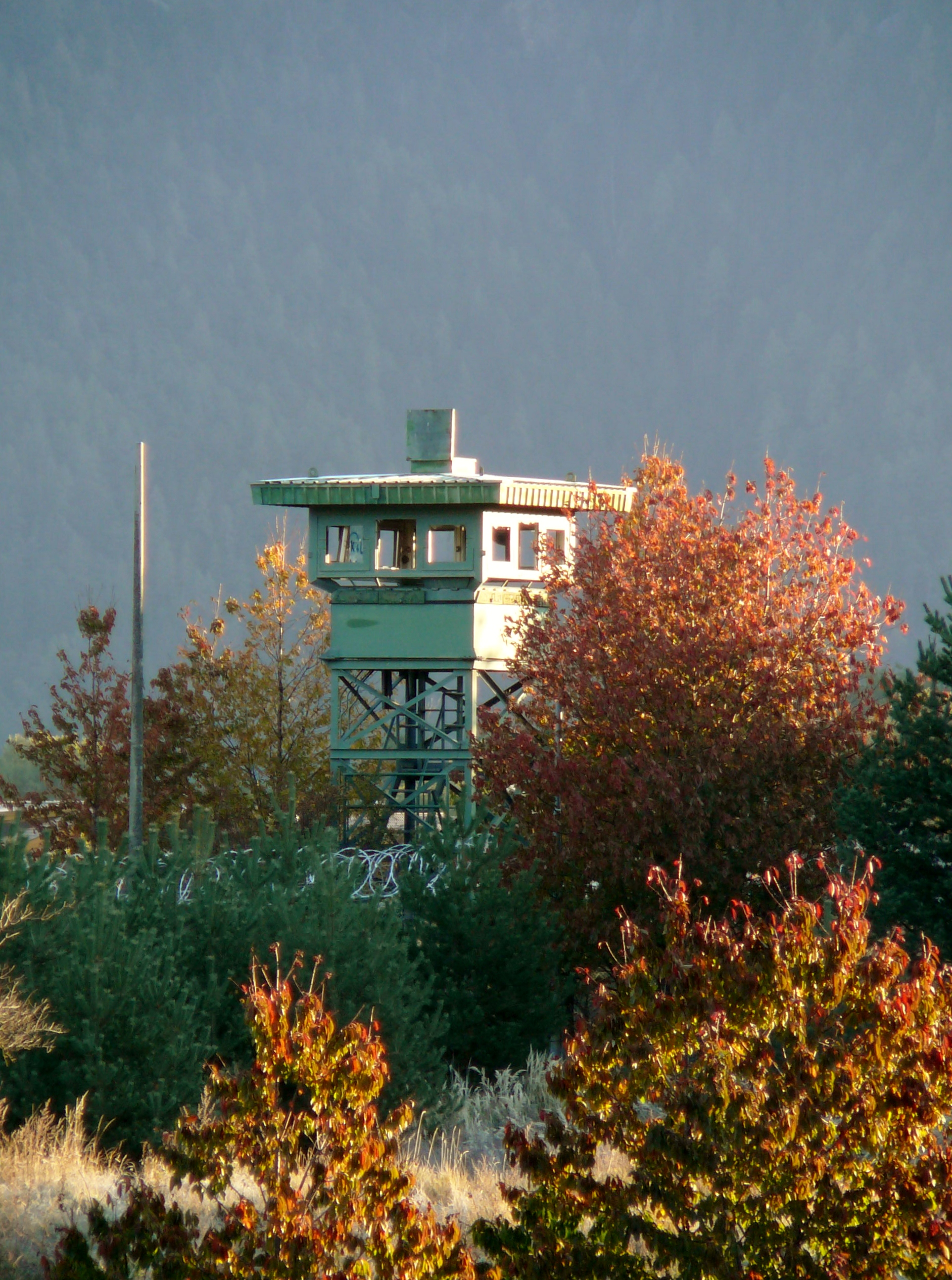
Torretta est

L'area fu istituita nel 1967 circa in base agli accordi segreti stipulati precedentemente tra il governo italiano e quello statunitense riguardanti l'impiego di armamento nucleare. Il sito che si estendeva su 10,6 ettari di terreno era suddiviso in due parti; a ovest si trovava la zona "italiana", mentre a est si trovava quella soggetta all'amministrazione americana, una zona enclave di 10,6 ettari, dove neanche i fanti potevano accedere. I soldati americani erano giorno e notte sempre presenti a turno all'interno della zona "bunker" americana, ed erano logisticamente autosufficienti. Vi accedevano dopo il doppio controllo all'accesso dei fanti. Il corpo di guardia principale controllava e autorizzava l'ingresso avvisando chi era in polveriera dell'imminente arrivo americano. Una volta superato il secondo controllo italiano, alla garrita numero cinque posta al'ingresso dell'enclave, c'era da superare il controllo interno americano all'ultimo cancello di accesso alla zona bunker americana. Qui la sicurezza era affidata al 11th US army field artillery detachment appartenente al 559° US artillery group, mentre la supervisione al sito era affidata al 559th US Army Artillery Detachment.
Il complesso sorge a poco meno di due chilometri dalla caserma "Giovanni Ruazzi" di Elvas, dove dal 1º ottobre 1975 era stanziato il 1º Gruppo artiglieria pesante "Adige" (gemello del 9º Gruppo artiglieria pesante "Rovigo"), stanziato a Verona, della 3ª Brigata missili "Aquileia", un'unità dell'esercito italiano a capacità nucleare. Fino al 1983 i fanti della 4ª Compagnia Fucilieri, chiamati anche "I Lupi di Elvas",  erano aggregati al 1º Gruppo artiglieria pesante "Adige" con linea di comando direttamente dipendenti dal Comando della 3ª Brigata missili "Aquileia" con sede a Portogruaro, furono la sola forza di guardia dell'intero deposito "Rigel" situato e mimetizzato su un altopiano quotidianamente sorvolato anche dai nostri caccia intercettori.
Il 28 novembre 1977, nel quadro della ristrutturazione dell'Esercito Italiano, la Grande Unità, rinominata 3ª Brigata Missili "Aquileia", assume anche le funzioni di Comando d'Artiglieria del 5º Corpo d'Armata.
Le quattro Compagnie "Fucilieri di Sicurezza", in totale una forza di circa venticinque Ufficiali e meno di ottocento fanti, erano responsabili ed uniche incaricate della sicurezza dei quattro depositi ad armamento nucleare della "Brigata Missili"; il loro addestramento era specialistico anche per azioni da guerra di copertura, avanscoperta e messa in sicurezza dei percorsi di guerra da farsi in simultanea coordinazione con squadre multiple da tre, quattro, cinque componenti che prevedeva conoscenza delle tecniche di pre-esplorazione e messa in sicurezza del territorio per un'efficace azione di copertura e di scorta alle colonne e agli automezzi in movimento. A loro era affidata la sicurezza sia delle autocolonne in movimento, durante le missioni per trasferimento e lancio dei missili, che delle postazioni nelle fasi di prelancio e lancio. I fanti, giovani militari di leva, non erano corpi formati da truppe volontarie (come i paracadutisti, soldati ad altissima specializzazione), però l'esercito li sottoponeva lo stesso a un duro addestramento, ottenendo risultati certamente non inferiori ai corpi formati da volontari.
In realtà i membri di tali unità appartenevano ad una élite delle forze di fanteria, chi vi faceva parte era inquadrato nella specialità d'Arma di "Fanteria per gruppo missili superficie/superficie", formate da quattro compagnie autonome da combattimento d'assalto, attive dal 1962 al 1992.
Dovendo operare sia dietro ma pure sul fronte, i fucilieri dell'"Aquileia", erano assaltatori particolarmente addestrati al controllo del campo di battaglia, al contra attacco, alla controinterdizione, e quindi all'individuazione e annientamento di reparti d'élite quali incursori o acquisitori obiettivi. Il loro addestramento comprendeva molti campi di addestramento in simulazione di ipotetiche situazioni di guerra coordinata con altri reparti della NATO di stanza in Europa della durata anche bisettimanale, meta compagnia rimaneva in all'interno del sito Rigel a tutela della sua sicurezza e l'altra metà era in contemporanea ai campi Nato.
L'addestramento della 4 Compagnia era severo e continuo, se non si rispettavano le consegne si finiva a Gaeta, se la consegna era di sparare non c'era dubbio che l'ordine se legittimo nella scala di comando e nelle circostanze sarebbe stato eseguito dai soldati anche contro l'ufficiale che aveva dato l'ordine, se violava per sfida o per valutare l'efficienza della sicurezza, l'ordine da lui dato; l'ufficiale era certo e cosciente dei rischi alla sua incolumità che correva nelle ispezioni notturne se non seguiva una ben precisa procedura di controllo.
Una procedura base per i tempi di reazione per un pronti al lancio, in caso di allarme anche notturno per potenziale minaccia missilistica, erano negli anni ottanta, ottimizzati e coordinati tra i Comandi e le varie specializzazioni d'artiglieria italiane e americane tra i tredici e diciassette minuti, o si lanciava o si era già stati colpiti; ufficiosamente si parlava di un piano dei paesi del Patto di Varsavia che prevedeva un'invasione dell'Italia con una guerra lampo della durata due settimane con la creazione della prima linea di difesa dopo avere preso Bologna. I soldati e gli ufficiali erano consapevoli che nel caso sia stato necessario il lancio di piccole  testate nucleari tattiche a corto raggio per bloccare o rallentare un'invasione attraverso il Passo del Brennero o la Val Pusteria molto probabilmente non sarebbero sopravvissuti all'esplosione in quanto il rapporto tra potenza distruttiva e distanza dall'evento non era sufficiente per proteggerli.

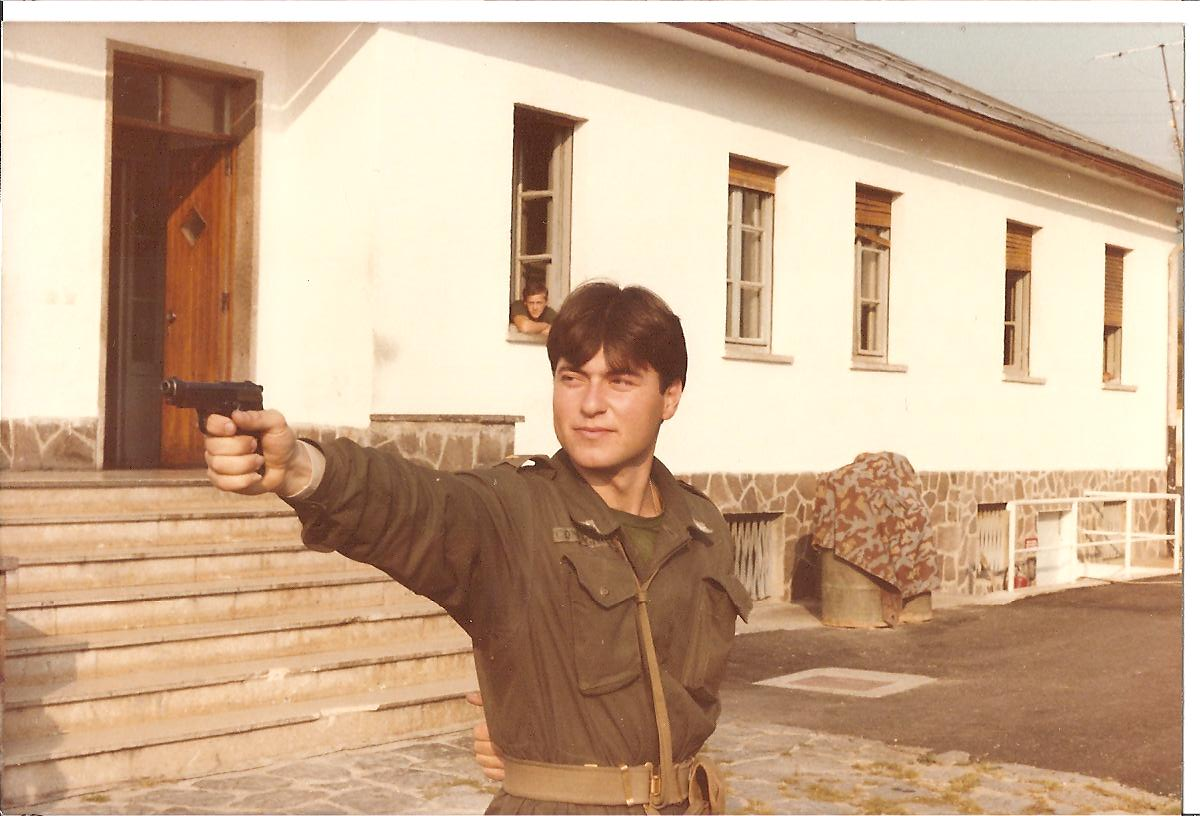
Immagine parziale anteriore del Corpo di Guardia Principale del sito Rigel, prima che venisse demolito, con Ufficiale attento nel controllo dell'efficienza dell'arma in dotazione già scaricata delle munizioni in dotazione nel giorno del passaggio delle consegne, il venerdì mattina.

Il controllo esterno del sito era sotto l'esclusiva responsabilità di un nucleo di otto Carabinieri, i quali quotidianamente e ad orari prestabiliti verificavano con l'autovettura in dotazione lo stato di sicurezza perimetrale e controllavano le zone adiacenti. I Carabinieri erano alloggiati in una casermetta logisticamente indipendente all'interno del corpo di guardia principale.
Il corpo di guardia principale della polveriera, ospitava le due squadre di guardia smontanti, i fanti di turno responsabili della sicurezza del sito erano più di ottanta, più i graduati di truppa, suddivisi in quattro squadre armate di FAL e MG 42, pronti, in caso di allarme, a posizionarsi anche in postazioni mimetizzate interrate situate tra la recinzione esterna e quella interna, dei depositi USA e quello Nazionale. Il capannone denominato zona di deposito munizioni "Nazionale" conteneva dal centro al soffitto e fino al limite del suo perimetro interno, stivato su file multiple e in piani multipli, un'importante quantitativo di ogive per obici e spolette made in USA. Le postazioni fisse, murate e interrate, coperte da una botola in ferro e distribuite lungo tutto il perimetro del sito Rigel, erano pronte per accogliere in contrattacco difensivo di consolidamento nuclei di pronto intervento dotati di FAL e mitragliatrici MG 42 in dotazione. Queste postazioni fisse erano posizionate in modo da dare completa e continua copertura di fuoco con le mitragliatrici in tutto il perimetro del sito.
Il comando del sito fu affidato fino al 1975 agli "Ufficiali subalterni di Complemento", provenienti dalla "Scuola AUC di Fanteria" di Ascoli Piceno (sciolta poi nell'autunno del 1975 nell'ambito di una ristrutturazione dell'esercito). Con la vecchia normativa si usciva dal Corso AUC come Sergente AUC ed assegnati ad un reggimento per una prima esperienza formativa, dopodiché solo alla nomina a Sottotenente si veniva trasferiti ad altro reparto operativo. Successivamente il comando fu affidato a dei sottotenenti di prima nomina, provenienti dai corsi A.U.C. che si tenevano presso la nuova "Scuola di Fanteria" di Cesano di Roma, dove appunto si formavano i tutti gli ufficiali dei complemento dell'Arma di Fanteria, quali Bersaglieri, Granatieri, Meccanizzati, Lagunari, Fanteria d'Arresto, o quelli della specializzazione "Fanteria d'assalto Motorizzata", dalla quale venivano tratti gli ufficiali che erano assegnati alle Compagnie "Fucilieri di Sicurezza", della Brigata missili Aquileia.
Fino all'estate del 1981 non erano ancora in funzione le nuove altane di cui una con sotto gli alloggi per le squadre di guardia. Gli ufficiali di complemento facevano turni di guardia settimanali, le varie esercitazioni NATO, monte Romano, SETAF ecc. erano complementari anche a due turni di polveriera settimanale per mese senza mai potersi allontanare dal sito.  Le consegne per il cambio guardia tra ufficiale montante e smontante era fissato il venerdì mattina al Corpo di Guardia principale e ricevevano il cambio solo la settimana successiva sempre di venerdì mattina. I fanti coordinati anche dai caporal maggiori e dai caporali facevano turni di due settimane consecutive, alternando un giorno di guardia al deposito ed un giorno al corpo di guardia principale, a disposizione per l'addestramento sulle tecniche di difesa del sito a seconda dei tipi di attacco previsti anche NBC, su come le squadre dovevano comportarsi in situazioni di pericolo e nelle fasi di accesso, scorta degli automezzi e uscita dal sito per missioni di addestramento simulativo. I tempi di addestramento per smontare un'MG 42. e rimontarla erano sotto un minuto, e questo erano in grado di farlo anche al buio, nelle esercitazioni per allarmi simulati spesso notturni ogni squadra di tre, quattro fanti era dotata di MG 42, FAL, giubbotti antiproiettile, elmetto, radio ricetrasmittente e kit per situazioni di guerra NBC.
Al corpo di guardia principale, nel locale della guardia che controllava la strada d'ingresso che conduceva alla polveriera, c'era nella cassaforte, riservata all'ufficiale in servizio, una busta sigillata con ceralacca contenente le disposizioni d'emergenza da eseguire per comunicare in codice e in sicurezza anche con la sala Comando Operativa della 3ª Brigata Missili "Aquileia" sede di Portogruaro; solo l'ufficiale era autorizzato alla lettura delle disposizioni da attuare in base ai vari gradi di allarme in atto e solo lui conosceva la combinazione per l'apertura in segretezza della cassaforte, ufficiosamente si parlava di attivazione sistemi di lancio con doppia chiave, in testate missilistiche nucleari già assemblate con il detonatore e pronte per il lancio in 15 minuti, una in mano italiana e una americana, questa procedura era riservata a livelli di comando superiori e non conosciuta da tutti gli ufficiali.
Spesso d'inverno le temperature erano sotto i venti gradi e i fanti di guardia alle garitte, con elmetto, FAL, giubbotti antiproiettile, e dotati di scarponi con ghette in dotazione al corpo degli alpini, per potere meglio resistere al freddo e ad eventuali attacchi spezzavano i loro turni di guardia in cicli di trenta minuti, per poi darsi nuovamente il cambio. Nella caserma "Ruazzi" degli anni ottanta, né tra gli ufficiali, né tra i fanti, risultava esserci stata la presenza di soldati altoatesini a difesa del sito "Rigel".
Da un'analisi delle foto disponibili si vede chiaramente che dal 1982, con l'entrata in funzione delle nuove altane e l'esecuzione di altri lavori, fu rivoluzionato completamente il modus operandi difensivo e offensivo di tutto il sito "RIGEL" dandogli altre procedure operative da rispettare.

## L'area

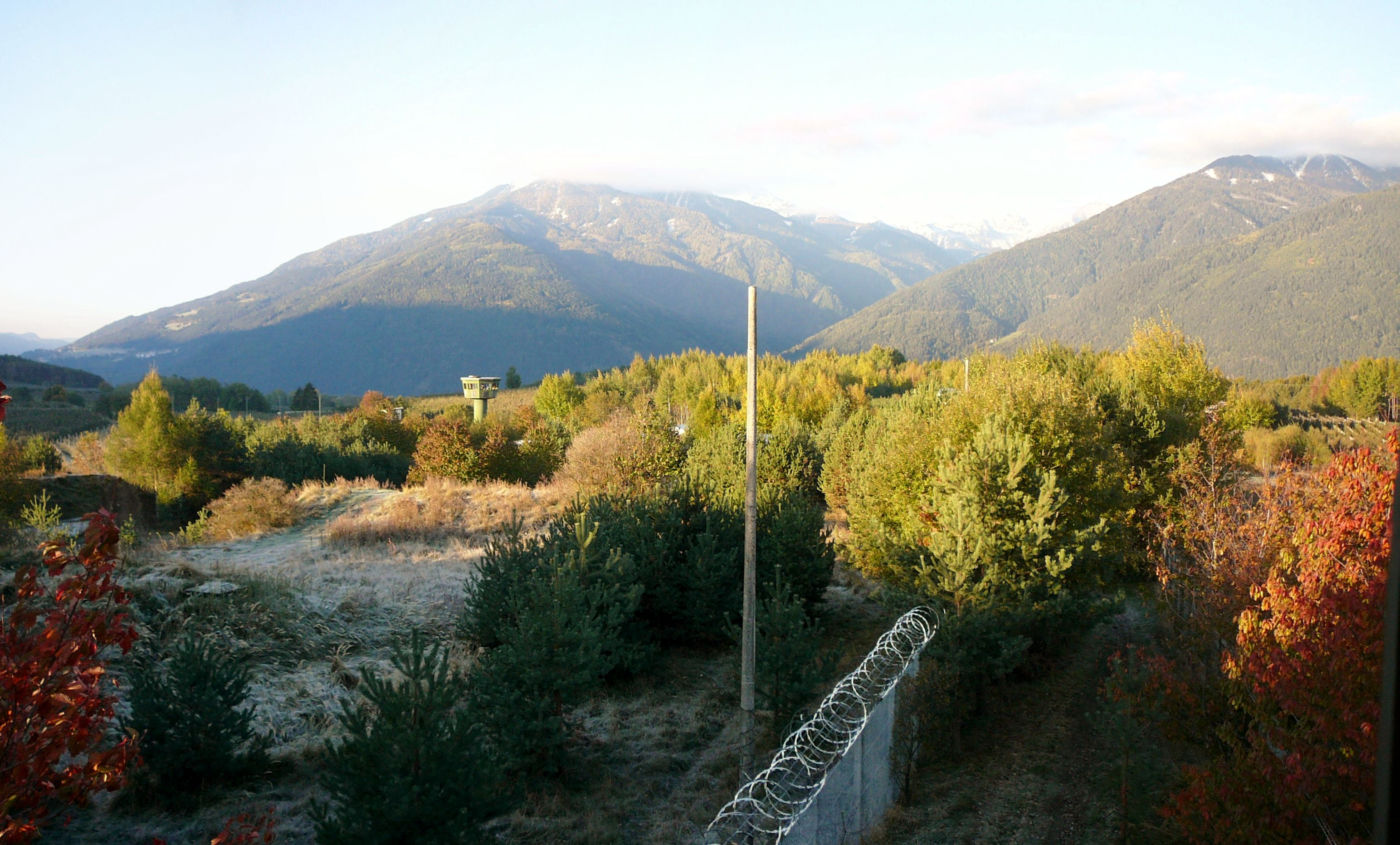
Panorama della base

Il corpo di guardia principale, rialzato di sette gradini dal livello della strada, e, ora completamente demolito, era posto sulla strada provinciale Naz-sciaves per controllare la strada d'accesso al deposito ed ospitava le due squadre di guardia smontanti di circa cinquanta fanti, ed era così suddiviso: all'ingresso a sinistra l'ufficio del comandante di servizio in cui era posto una stazione radio ricetrasmittente, a destra il locale di guardia alla strada d'accesso alla polveriera, in cui erano installati gli apparecchi telefonici con linee dirette alla Casema Ruazzi, ai due corpi di guardia interni al deposito, (uno situato a sinistra accanto al deposito italiano e l'altro situato a destra della garitta n.5 e posto al fianco dei cancelli d'ingresso della zona bunker americana).  Poi più avanti due camerate, in una, a sinistra la più grande, vi alloggiavano i fanti, a destra, a lato del corridoio, nella stanza più piccola, con finestra sulla strada comunale di Naz-Sciaves,  i caporali e caporal maggiori, poi di fronte una cameretta singola con i servizi per l'ufficiale, in fondo a destra la sala refettorio, a sinistra il locale cucina, i servizi igienici della truppa erano al centro del corridoio dell'ingresso principale e dividevano sul lato destro, confinando con il servizio bagni riservato all'ufficiale, la stanza dell'ufficiale con la grande camerata dei fanti.
Attraverso una scala interna situata di fronte a quella di comando dell'ufficiale si accedeva nel seminterrato dove c'era al primo livello lo spaccio per la truppa a destra delle scale e a un livello più basso, dopo un'altra rampa di scale, la zona armeria, situata alla sinistra di un lungo corridoio, protetta in accesso da una robusta cancellata in ferro con vista interna della disposizione delle armi,  vi erano custodite molte armi, munizioni, bazooka anticarro, mitragliatrici, bombe a mano, tutte sotto il controllo ispettivo diretto dell'ufficiale, il quale era anche il custode delle chiavi per l'accesso all'armeria, solo l'ufficiale di guardia aveva in consegna le chiavi per l'accesso al magazzino del deposito Nazionale contenente le ogive per gli obici, nel retro del corpo di guardia a cui si accedeva dal locale cucina, c'era sotto la camerata dei fanti un grande locale con due gruppi elettrogeni d'emergenza automatici insieme alla zona caldaie, sul lato strada sotto e vicino al refettorio postazione fissa di controllo a supporto sicurezza di chi si avvicinava alla sbarra per effettuare il controllo dei pass di accesso, e scaletta per accedere al locale controllo e gestione pompe antincendio di tutto il "Rigel", all'esterno del refettorio sul lato "sbarra" c'erano sotterrate le cisterne di carburante, nella parte retrostante la cucina c'era anche un cortile, utilizzato per lezioni all'aperto di addestramento, manutenzione e ordinaria pulizia delle armi, che divideva il Corpo di Guardia Principale dal Corpo di Guardia con alloggi dei Carabinieri dell'Aquileia, infine un'altana con posto di guardia notturna in cima alla torre riserva acqua per i sistemi antincendio di cui la polveriera era dotata, questa era sulla destra, sull'angolo lato polveriera e dietro la caserma dei carabinieri, tutti i tetti dei corpi di guardia e dei magazzini avevano i sistemi di protezione dai fulmini.

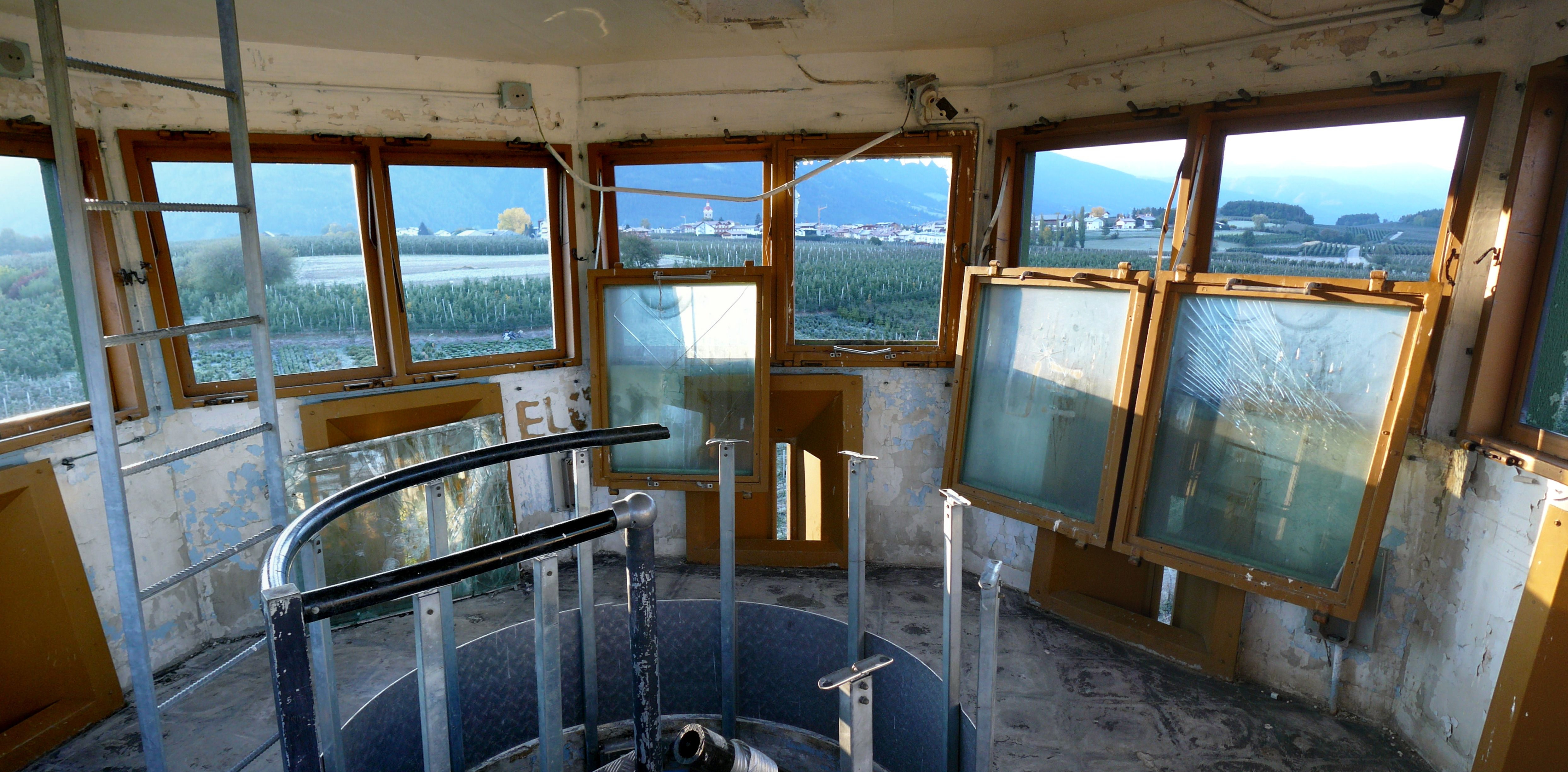
Interno della torretta ovest

Al deposito si accede da una stradina asfaltata in leggera salita (che fiancheggiava il corpo di guardia principale all'epoca chiusa da una sbarra) dalla statale Naz-Sciaves che porta dopo circa 200 metri al cancello di una prima recinzione. Superato il cancello si trova una sbarra e la garitta nº 5 (ora demolita) alla sinistra, dietro la zona scarico e carico armi, a sinistra un campo da calcio e a fianco dietro c'era il deposito "italiano" e il corpo di guardia, chiamato anche "Polveriera Nazionale". Composto da un corpo di guardia a fianco del deposito munizioni, un capannone circondato da una doppia recinzione a rete spinata con quattro garitte a vista agli angoli. Mentre a destra dell'ingresso principale, la parte "americana", denominata anche come polveriera "NATO", era anch'essa circondata con doppia rete di recinzione con passaggio interno per i cambi guardia alle garitte. Tutte le reti avevano lungo tutti i perimetri concertine di filo spinato posizionate in alto e sistemi di sicurezza per l'ancoraggio della medesima al terreno, al fine di evitare facili intrusioni. Un camminamento interno alle reti univa le quattro garitte che anch'esse a vista si autocontrollavano, all'ingresso bunker americano c'era l'altro corpo di guardia,
La doppia recinzione a rete spinata limitava gli spazi operativi delle guardie alle garitte che in caso di attacco potevano solo difendersi all'interno della garitta che risultava il posto più sicuro.
Demolite le garitte e il Corpo di guardia principale sulla Naz-Sciaves  nel 1981/82 perché sostituite da due torri d'osservazione, il nuovo corpo di guardia aveva oltre a un cancello d'ingresso e un tornello d'accesso un collegamento diretto, con scala interna, alla prima torre blindata per le guardie.
L'area all'interno, chiamata area d'esclusione in cui potevano accedere previa segnalazione al corpo di guardia solo militari americani, gli ingressi di due bunker detti igloo, protetti da un terrapieno, denominati Indio e Juliette. Agli igloo era stato dato un nome in codice per identificare chi era sotto attacco, e per meglio predisporre la migliore azione difensiva all'igloo sotto minaccia. I missili custoditi erano di tipo MGR-1 "Honest John", ovvero un missile balistico tattico, che può alloggiare armi di tipo convenzionale ma anche di tipo nucleare, di massa compresa tra i 2040 e i 2720 kg e gittata tra i 7 e i 48 km. Nel 1975 i missili "Honest John" con le loro testate vennero sostituiti dai missili MGM-52 Lance. La tecnica costruttiva dei due "igloo", il loro particolare posizionamento, le altezze delle strutture, contrapposte e allineate sul terreno, insieme ai lunghi mimetizzati terrapieni erano stati studiati per resistere a qualsiasi tipo di aggressione o esplosione, la struttura degli igloo e la linea era la stessa usata in Inghilterra in siti medesimi che si dice ospitassero testate nucleari.

### La chiusura

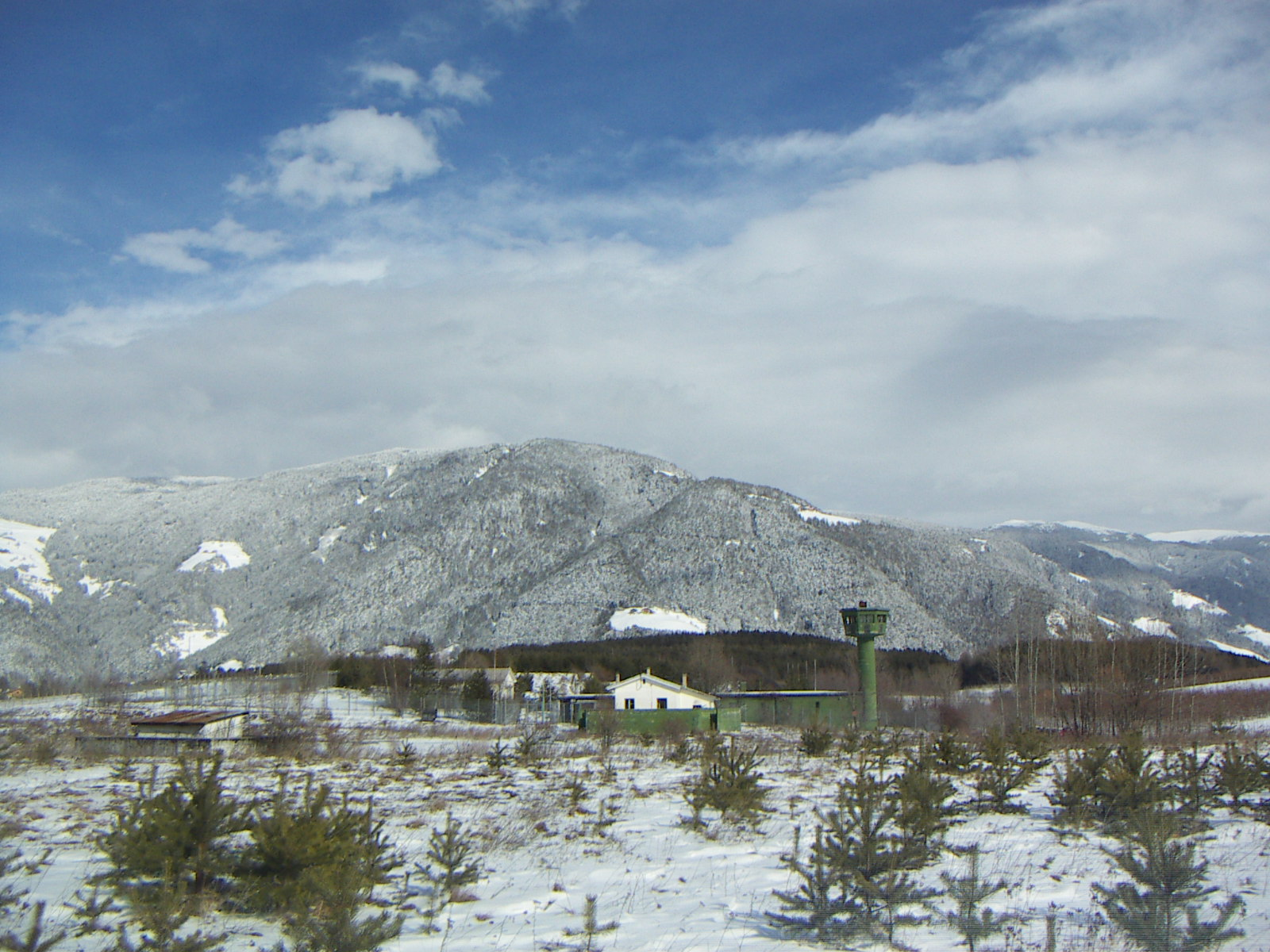
Panorama della zona "americana"

La base NATO aperta agli inizi degli anni sessanta, fu chiusa il 31 luglio 1983. Gli americani smobilitarono, portandosi via il loro materiale con molteplici viaggi di elicotteri. Nello stesso anno anche il 1º Gruppo artiglieria pesante "Adige" smobilitò, vi subentrò un gruppo di artiglieria da montagna. Il deposito italiano chiuse definitivamente verso la fine degli anni ottanta, ma gli alpini venivano saltuariamente a controllare l'area fino al primo febbraio 2002, quando anche il reggimento logistico alpino fu trasferito e la caserma Ruazzi chiuse i battenti. In seguito l'area venne anche sdemanializzata.

### Le proteste
Molte furono le proteste dei locali durante quegli anni, in una delle quali intervenne anche il futuro presidente della provincia Luis Durnwalder. Quando qualcuno si avvicinava troppo (fungaioli, semplici curiosi o proprietari delle terre confinanti), questi venivano segnalati dai fanti di guardia all'ufficiale il quale prima valutava la situazione e poi, se lo riteneva opportuno, chiedeva l'intervento dei carabinieri per controllare ed interrogare chi restava troppo nei pressi della base; a volte è capitato, nei turni di guardia notturni, che i fanti, per sicurezza, se vedevano avvicinarsi troppo le persone alla recinzione esterna sparassero dei colpi in aria di avvertimento. Per motivi di sicurezza nelle terre confinanti con il sito "Rigel" vi dovevano essere colture di bassa altezza per garantire visibilità in profondità; non vi potevano essere coltivati i meleti tipici del luogo in quanto toglievano visibilità e costituivano supporto difensivo per chi desiderava avvicinarsi al sito.
Questo condizionò negativamente i rapporti tra militari e locali, creando un clima di legittima diffidenza a volte al limite dell'ostile.
Nel settembre 1992 sono stati svolti dal laboratorio provinciale di chimica del dottor Luigi Minach degli accertamenti attorno al perimetro della base per controllare i livelli di radioattività ed eventuali tracce di presenze di plutonio; l'attuale sindaco del comune Peter Gasser ha richiesto ulteriori analisi, anche all'interno della base, dato che dal 2002 è accessibile.

### Usi futuri
Dato che dal 2010 l'area è nelle mani della provincia, il sindaco dei paesi Peter Gasser ha deciso di trasformare tale area in un parco di divertimento, con la realizzazione di laghi balneabili e zone verdi. Dapprima vi è stato un concorso a cui hanno partecipato 20 studenti dell'Università di Architettura e Ingegneria di Francoforte seguiti dai professori Wolfgang Dunkelau e Jean Heemskerk, che hanno sviluppato ben 12 lavori. Sempre dalle idee del sindaco si propongono due percorsi didattici, uno sulla mela e l'altro sulla guerra fredda.

## Le armi presenti nel Site Rigel

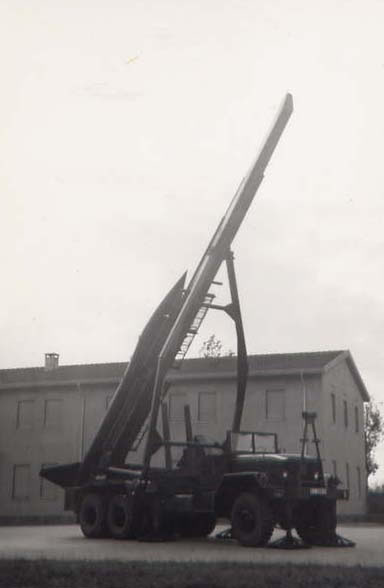
Esempio di missile MGR-1 "Honest John", presso la scuola di artiglieria di Bracciano nel 1966

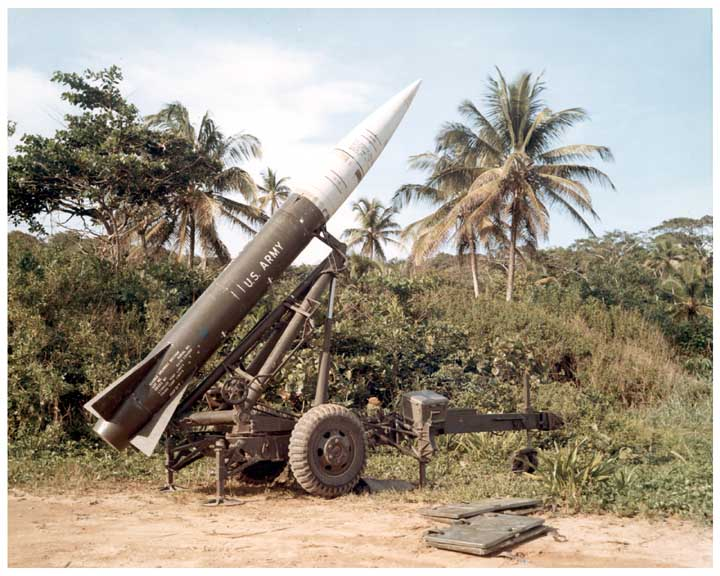
Esempio di MGM-52 Lance nel 1967

Nel deposito si sono succedute nel tempo diverse tipologie di granate di artiglieria, testate missilistiche e altri ordigni nucleari.

### Mine nucleari
Si trattava di mine terrestri di potenza estremamente variabile, da 0,1 a 15 kilotoni, e di peso contenuto ad una ventina di kg. Denominate "ADM" (Atomic Demolition Munition) o SADM (Special Atomic Demolition Munition), potevano essere trasportate da uomini o da paracadutisti, e sarebbero state usate per bloccare il transito nei colli di bottiglia dei passi alpini di Resia, Brennero o Prato alla Drava-Versciaco. Uno studio dell'analista statunitense William M. Arkin del 1989 stimava in 24 ordigni la consistenza di queste armi nei depositi italiani. Le prime vennero consegnate intorno al 1963. Periodiche erano le esercitazioni tra elementi di paracadutisti italiani e artiglieri statunitensi.

### Proiettili di artiglieria
Una parte importante delle armi presenti nel deposito fu sempre rappresentata dalle granate atomiche per i reparti di artiglieria, prevalentemente italiani, dotati di doppia capacità convenzionale/nucleare. Le granate nucleari, come tutte le armi statunitensi di questo tipo che avrebbero potuto essere usate da reparti dell'Esercito Italiano, erano impiegabili sotto il cosiddetto regime della "doppia chiave", cioè i circuiti si attivavano solo se entrambe le chiavi, una in possesso degli italiani e una in mano americana, venivano inserite. Il loro impiego doveva essere autorizzato congiuntamente sia dal Governo statunitense che da quello italiano. Le granate presenti al Rigel furono quasi certamente dei calibri da 203 mm per gli obici in dotazione al 1º Gruppo artiglieria pesante "Adige" della 3ª Brigata missili "Aquileia" dell'Esercito italiano.

### Testate per missili superficie-superficie
Nel Site Rigel venivano custodite fino al 1975 anche alcune delle testate nucleari e convenzionali che sarebbero state impiegate con i missili superficie-superficie MGR-1 "Honest John", poi sostituiti dai missili Lance, in dotazione alla Brigata missili.

## Altri depositi "speciali" per le forze terrestri
Le munizioni nucleari destinate ad equipaggiare le unità con doppia capacità dell'Esercito Italiano erano custodite oltre che presso il Site Pluto di Longare a Vicenza, che era totalmente sotto il controllo statunitense e fungeva da riserva strategica di teatro oltre che da punto di transito e manutenzione delle testate, anche presso alcuni depositi dell'Esercito Italiano sorvegliati anche da reparti statunitensi. Questi depositi, tutti nel nord-est Italia, si trovavano in prossimità delle caserme che ospitavano i reparti operativi della 3ª Brigata missili "Aquileia" dotati delle artiglierie o dei missili con capacità nucleare, ovvero pronte all'immediato impiego:
- sito Algol a Palù di Orsago (TV) associato alla caserma di Codognè;[1]
- site Aldebaran di Chiarano (TV) dipendente dalla caserma di Oderzo;[1]
- site Castor di Alvisopoli (VE), dipendente dalla caserma di Portogruaro.[1]

Successivamente, in fase di riorganizzazione, tutto il munizionamento fu riunito nel solo deposito Site Pluto, ad eccezione dei siti Algol ed Altair che furono mantenuti operativi fino al 1992.

## Un caso di spionaggio
Secondo un testimone dell'epoca, l'allora capitano James Warren Lieblang dal New Jersey, la base ospitava 44 ordigni nucleari basate sul plutonio.
Lui stesso si trovava nei pressi della base il 23 luglio 1972, all'epoca ufficiale dell'esercito americano, passato dall'altra parte della cortina di ferro, ovvero una spia pagata dall'URSS. Fu trovato dal controspionaggio italiano nei pressi della base a bordo della sua macchina, con una macchina fotografica ed altri documenti definiti compromettenti e di notevole importanza dalla procura, ma successivamente fu scagionato da ogni accusa.